# زواج المثليين في خاليسكو
أصبح زواج المثليين قانونيا في الولاية المكسيكية خاليسكو، بعد صدور حكم بالإجماع في 26 يناير 2016 من قبل محكمة العدل العليا في الأمة. ومع ذلك، رفضت بعض البلديات عقد زواج المثليين حتى يتم إصدار أمر من كونغرس الولاية بالقيام بذلك، وهو ما حدث في 12 مايو 2016. كانت الاتحادات المدنية للأزواج المثليين قانونية أيضًا في الولاية منذ 1 يناير 2014 بعد الموافقة على قانون يسمح بمثل هذه الاتحادات من قبل الكونغرس في أكتوبر 2013، ولكن تم إلغاء هذا القانون لأسباب إجرائية في سبتمبر 2018.

## تاريخ

### الاتحاد المدني
في أبريل 2013، قدم نواب حزب الثورة الديمقراطية، والحزب الثوري المؤسساتي، وحزب الخضر البيئي المكسيكي، وحركة المواطنين ونائب مستقل قانون التعايش الحر (بالإسبانية: Ley de Libre Convivencia)‏ إلى كونغرس الولاية. أقر القانون أنه يمكن إجراء اتحادات مدنية مثلية (بالإسبانية: libre convivencia)‏ في الولاية، طالما أنها لا تعتبر زواجًا. لم يشرع القانون التبني وفرض تسجيل الاتحادات المدنية مع كاتب عدل مدني. في 31 أكتوبر 2013، وافق كونغرس خاليسكو على القانون في تصويت 20 صوتا لصالح مقابل 15 صوتا ضد وامتناع واحد عن التصويت وغياب ثلاثة (20-15-1-3). دخل القانون حيز التنفيذ في 1 يناير 2014.
| الحزب                     | الأعضاء | لصالح | ضد | لم يصوت | غائب |
| ------------------------- | ------- | ----- | -- | ------- | ---- |
| الحزب الثوري المؤسساتي    | 17      | 15    | 1  |         | 1    |
| حزب العمل الوطني          | 13      |       | 11 |         | 2    |
| حزب الثورة الديمقراطية    | 2       | 2     |    |         |      |
| حزب الخضر البيئي المكسيكي | 1       | 1     |    |         |      |
| حركة المواطنين            | 5       | 1     | 3  | 1       |      |
| مستقل                     | 1       | 1     |    |         |      |
| العدد الإجمالي            | 39      | 20    | 15 | 1       | 3    |

في 13 سبتمبر 2018، ألغت محكمة العدل العليا في الأمة القانون لأسباب إجرائية.

### زواج المثليين
تمكن زوجان مثليان من أن يصبحا أول زوجين مثليين يتزوجان في الولاية في 14 ديسمبر 2013. في ديسمبر 2013، تقدم 12 من الأزواج المثليين - ثماني نساء وأربعة رجال - بأمر قضائي بعد أن تم رفض كل طلب للحصول على رخصة زواج. تم منح الأمر القانوني في 12 يونيو 2014 وأصبح الحكم الثاني الذي يبطل القانون المدني لخاليسكو. في يناير/كانون الثاني 2014، ذهب زوجان مثليان إلى السجل المدني في غوادالاخارا وحُرما من رخصة الزواج بناءً على المادة 258 من القانون المدني للولاية، التي تحد الزواج بين رجل واحد وامرأة واحدة. رفعوا دعوى قضائية في محكمة المقاطعة الرابعة. في 8 يناير 2015، نظرًا لطعن مسؤولي بلدية غوادالاخارا على الأمر القضائي، تم رفع القضية إلى محكمة العدل العليا في الأمة.
تلقى الزوجان الأمر، لكنهما نازعا دستورية قانون خاليسكو المدني. أعلنت محكمة العدل العليا في الأمة في 15 أبريل 2015 أنها ستراجع المادة 258 من القانون المدني للولاية التي تصف الزواج بأنه «مؤسسة ذات طابع عام ومصلحة اجتماعية، من خلالها يقرر رجل وامرأة مشاركة حالة الحياة في البحث عن الوفاء الشخصي وأساس الأسرة».
في 24 مارس 2014، ذهب عشرة من الأزواج المثليين إلى مكتب التسجيل في غوادالاخارا، وتم رفض كل منهم طلب الحصول على رخصة زواج. بدعم من لجنة أمريكا اللاتينية ومنطقة البحر الكاريبي للدفاع عن حقوق المرأة، تقدموا بطلب للحصول على أمر قضائي.
في يونيو 2014، قدم عضو الكونغرس عن الحزب الثوري المؤسساتي هيكتور بيزانو راموس تشريعا لتعديل القانون المدني لخاليسكو وتشريع زواج المثليين. بعد صدور حكم وطني صادر عن محكمة العدل العليا في الأمة والذي وصف جميع حالات حظر زواج المثليين وتعريف حالات الزواج كاتحاد بين رجل وامرأة بأنها غير دستورية في 12 يونيو 2015، أعلن في 17 يونيو 2015 أن خاليسكو ستبدأ العمل على تعديل القانون المدني بعد النشر الرسمي للحكم في الجريدة القضائية. في 26 نوفمبر 2015، أعلنت الغرفة الأولى لمحكمة العدل العليا في الأمة أن المادة في قانون خاليسكو المدني، التي تحظر زواج المثليين، غير دستورية. تم إرسال القضية إلى الجلسة العامة التي عقدت الاستماع الأول في 21 يناير 2016.
في 26 يناير 2016، صوتت محكمة العدل العليا في الأمة بالكامل بالإجماع على إعلان عدم دستورية القانون المدني لأنه يحظ الزواج بين رجل وامرأة فقط. نظرًا لأن ما لا يقل عن 8 من أصل 11 قاضًا حكموا لصالح الأزواج المثليين، سيتم إسقاط المقالات المذكورة في القانون المدني لخاليسكو بمجرد نشر الحكم في الجريدة القضائية وكتابة المحكمة لنص جديد محايد من الناحية الجندرية وإلغاء النص الموجود في قانون خاليسكو وذلك عند النشر في جريدة ولاية خاليسكو والجريدة الفيدرالية. بعد كل المنشورات الثلاثة، سيتم إصدار أمر بالسجلات المدنية في الولاية لسماح بزواج المثليين. وفي هذه الأثناء، أمر رؤساء بلديات غوادالاخارا، تلاكويباكوي و سابوبان السجلات المدنية في ولاياتها القضائية بالبدء في عقد زواج المثليين.
في مارس 2016، أخبر السجل المدني في بويرتو فالارتا وسائل الإعلام أن دليل السجل المدني لولاية خاليسكو قد غير جميع تراخيص الزواج لتصبح محايدة جندريا في 22 مارس 2016، وأن الأزواج المثليين يمكن أن يبدأوا بالفعل في استلامها. قام أرتورو دافالوس بينيا رئيس بلدية بويرتو فالارتا بإقامة حفلات الزفاف للأزواج المثليين في 20 أبريل 2016، والتي كانت أول زواج مثلي يتم تسجيله في المدينة المنتجع.
في 21 أبريل 2016، طُبع حكم المحكمة العليا في الجريدة الرسمية للاتحاد. في 23 أبريل، تم نشر الحكم في الجريدة الرسمية لخاليسكو.
في 12 مايو 2016، أصدر كونغرس خاليسكو تعليمات إلى جميع بلديات الولاية لعقد زواج المثليين. ووفقا لجمعيات المثليين المحلية، كانت هناك أربع بلديات قد رفضت تزويج زوجين مثليين في أعقاب حكم المحكمة العليا في الأمة في يناير/كانون الثاني (لا بارسا، أوكوتلان، سانتا ماريا دي لوس انجليس وتيباتيتلان).
كما ألغى قرار المحكمة العليا حظر تبني المثليين للأطفال في الولاية. طلب نشطاء المثليين من الكونغرس تقنين تبني المثليين للأطفال صراحة، مثلهم مثل أعضاء حزب الثورة الديمقراطية. في مايو 2016 ، تلقت بلدية غوادالاخارا بالفعل خمسة طلبات للتبني من قبل الأزواج المثليين.
رغم أن زواج المثليين كان قانونياً منذ عام 2016، فإن الحظر غير الدستوري على حالات الزواج هذه لم يتم إلغاؤه بعد من قانون الولاية. في 29 يونيو 2017، قدمت النائب كلوديا ديلغاديلو غونزاليس إلى الكونغرس مشروع قانون جديد لتعديل المواد 258 و 260 و 267 من القانون المدني، وإزالة التعريف المغاير للزواج وإدراج تعريف محايد جندريا.

### الاحصائيات
من 2013 إلى أبريل 2016، تزوج 30 من الأزواج من نفس الجنس في غوادالاخارا. ومن بين هؤلاء، تزوج 14 بعد أن بدأ مسؤولو المدينة في تزويج الأزواج المثليين عقب حكم المحكمة العليا.
بحلول فبراير 2018، تزوج 492 من الأزواج المثليين في خاليسكو. 53% من هؤلاء كانوا من الأزواج المثليين من الرجال.

## الرأي العام
وجد استطلاع للرأي عام 2017 أجرته مؤسسة مجلس الاتصالات الاستراتيجية أن 42% من سكان خاليسكو يؤيدون زواج المثليين. كان 54% يعارضون ذلك.
وفقًا لمسح أجرته في عام 2018 أجراه المعهد الوطني للإحصاء والجغرافيا، عارض 34% من سكان خالسيكو زواج المثليين، وهو سادس أدنى معدل في المكسيك بعد كل من مدينة مكسيكو (29%)، وباخا كاليفورنيا (31%)، سونورا (31٪)، كيريتارو (32%)، و بشكل عام المكسيك (34%).